# はま寿司
株式会社はま寿司（はまずし、英: HAMA-SUSHI Co., Ltd.）は、主に「はま寿司」ブランドで日本全国に回転寿司店と同社では『ストレートレーン店舗』と呼ぶ通常の寿司店をチェーン展開する企業。ゼンショーグループに属する。本社所在地はゼンショーホールディングス本社に同じ東京都港区港南。

## 概要
牛丼チェーン「すき家」などを運営する株式会社ゼンショー（当時）が、回転寿司事業への参入を目的として、2002年10月に株式会社はま寿司を設立した。はま寿司の「はま」は、ゼンショー発祥の地「横浜」と全国の「浜」の意味を持っている。
なお、ゼンショーは一時期「かっぱ寿司」を運営するカッパ・クリエイト、「スシロー」を運営するあきんどスシローを傘下としていたこともあるが、いずれも短期間でグループを離脱しており、現在資本関係等はない。
2009年12月から、全店で寿司全皿平日90円キャンペーンを開始した。ただしショッピングモール内など一部店舗では実施していなかったほか、2019年頃より都市部店舗を中心に徐々に縮小傾向にあった。価格高騰などの理由で2022年6月でキャンペーンを終了。
2017年2月からは従業員の負担軽減を目的に、全店で人型ロボット「Pepper」を設置して受付対応を行っていた。その後、2020年以降は順次通常のタッチパネル受付機へ置き換えられている。
2021年6月にブランドを一新し、新しいロゴ・店舗デザイン・制服の使用を開始した。ロゴにおける英語表記を「HAMAZUSHi」から「HAMA-SUSHI」に改め、新たなスローガンとして「濱のおいしさ、そのままに。」を掲げた。店舗デザインは「次世代の寿司チェーン」をイメージし、外観・内装共に様々な変更が行われた。

## 沿革
- 2002年（平成14年）
  - 10月 - 会社設立[1]。
  - 11月 - 栃木県足利市に1号店を出店[8]。
- 2008年（平成20年）10月 - 秋田県大仙市に出店し、東北地方に進出。
- 2009年（平成21年）
  - 2月 - 愛知県高浜市に出店し、東海地方に進出。
  - 8月 - 回転寿司店初のドライブスルー店舗が開店[8]。
  - 10月 - 大阪府堺市に出店し、近畿地方に進出。
  - 11月 - 香川県高松市に出店し、四国に進出。
- 2010年（平成22年）
  - 2月 - 富山県富山市に出店し、北陸地方に進出。
  - 4月 - 岡山県岡山市に出店し、中国地方に進出。
  - 5月 - 大分県大分市に出店し、九州地方に進出。
- 2011年（平成23年）3月 - 100店舗目を静岡県浜松市にオープン[8]。
- 2012年（平成24年）
  - 2月 - 北海道札幌市に出店し、北海道地方進出。
  - 12月 - 200店舗目を岐阜県本巣郡北方町オープン[8]。
- 2013年（平成25年）7月 - 沖縄県島尻郡南風原町に出店し、沖縄県に進出。
- 2014年（平成26年）
  - 4月 - 300店舗目を香川県高松市にオープン[8]。
  - 9月 - 中華人民共和国上海市に海外店舗1号店（威寧路店）がオープン[8]。
- 2015年（平成27年）
  - 9月 - 400店舗目を沖縄県中頭郡中城村にオープン[8]。
  - 11月 - 回転寿司店舗数が第1位（当時、415店舗）となる[9]。
- 2016年（平成28年）
  - 3月 - 初のSL店舗として、東京都文京区の「駒込白山店」がリニューアルオープン。
  - 4月 - 京都府京都市に出店。これにより全都道府県への出店を達成[9]。
  - 9月 - 台湾に進出（中山民権店）[9]。
- 2017年6月には店舗数が472店となり、（この時点では）「スシロー」466店、「くら寿司」417店、「かっぱ寿司」341店を追い抜いた[10]。
- 2018年（平成30年）6月 - 宅配サービスを開始[9]。
- 2019年（令和元年）8月 - 肉にぎり研究所が発足[9]。
- 2020年（令和2年）
  - 3月 - お持ち帰り販売を開始[9]。
  - 11月 - 定番商品「まぐろ」「サーモン」を大幅リニューアル。
  - 12月 - 初の新デザイン店舗として、東京都大田区の「蒲田駅東区役所前本通店」（旧：蒲田駅南店）がリニューアルオープン。
  - 12月 - 公式スマホアプリ「はま寿司アプリ」を配信開始。
  - 12月 - 国内500店舗目達成[9]。
- 2021年（令和3年）
  - 1月 - 初の普通皿110円都市型店舗として、神奈川県横浜市西区に「オーケーみなとみらい店」がオープン。
  - 4月 - 一部店舗で全日一皿80円キャンペーン実施。
  - 6月 - 本格的な世界展開に向けたリ・ブランディングを開始[9]。
  - 6月10日 - ロゴマーク、ユニフォームなどを一新[6][7]。

## 店舗展開

### 国内
日本国内では、2020年12月に500店舗目の開店を達成しており、47都道府県に店舗を展開している。また、ドライブスルー店舗があり、テイクアウトの受け取りを降車せずに行える。
2002年11月の1号店の開店以来の店舗展開や店舗数の推移については、上の#沿革の節を参照。
神奈川県・東京都には、都市型店舗という種別の店舗が存在し、各商品の値段は通常の店舗と異なる。
| 地方       | 都道府県 | 店舗数 | ドライブスルー 実施店舗数 | 都市型 店舗数 | 各都道府県で 一番歴史の長い店舗         | 醤油の種類                |
| ---------- | -------- | ------ | ------------------------- | ------------- | --------------------------------------- | ------------------------- |
| 北海道地方 | 北海道   | 23店舗 | うち5店舗                 | なし          | はま寿司 札幌苗穂店                     | ◆共通4種 + 関東風濃口醤油 |
| 東北地方   | 青森県   | 6店舗  | うち3店舗                 | なし          | はま寿司 十和田店                       | ◆共通4種 + 関東風濃口醤油 |
| 東北地方   | 岩手県   | 6店舗  | うち4店舗                 | なし          | はま寿司 盛岡上田店                     | ◆共通4種 + 関東風濃口醤油 |
| 東北地方   | 宮城県   | 11店舗 | うち4店舗                 | なし          | はま寿司 フォレオせんだい宮の杜店       | ◆共通4種 + 関東風濃口醤油 |
| 東北地方   | 秋田県   | 4店舗  | うち1店舗                 | なし          | はま寿司 イオンモール大曲店             | ◆共通4種 + 関東風濃口醤油 |
| 東北地方   | 山形県   | 6店舗  | うち3店舗                 | なし          | はま寿司 山形馬見ヶ崎店                 | ◆共通4種 + 関東風濃口醤油 |
| 東北地方   | 福島県   | 12店舗 | うち5店舗                 | なし          | はま寿司 福島伊達店                     | ◆共通4種 + 関東風濃口醤油 |
| 関東地方   | 茨城県   | 26店舗 | うち7店舗                 | なし          | はま寿司 結城店                         | ◆共通4種 + 関東風濃口醤油 |
| 関東地方   | 栃木県   | 14店舗 | うち6店舗                 | なし          | はま寿司 足利店 (全国 1号店)            | ◆共通4種 + 関東風濃口醤油 |
| 関東地方   | 群馬県   | 8店舗  | うち2店舗                 | なし          | はま寿司 館林松原店                     | ◆共通4種 + 関東風濃口醤油 |
| 関東地方   | 埼玉県   | 41店舗 | うち9店舗                 | なし          | はま寿司 浦和店                         | ◆共通4種 + 関東風濃口醤油 |
| 関東地方   | 千葉県   | 37店舗 | うち7店舗                 | なし          | はま寿司 市原五井店                     | ◆共通4種 + 関東風濃口醤油 |
| 関東地方   | 東京都   | 42店舗 | なし                      | うち2店舗     | はま寿司 駒込白山店                     | ◆共通4種 + 関東風濃口醤油 |
| 関東地方   | 神奈川県 | 50店舗 | うち2店舗                 | うち2店舗     | はま寿司 秦野平沢店                     | ◆共通4種 + 関東風濃口醤油 |
| 中部地方   | 新潟県   | 10店舗 | うち6店舗                 | なし          | はま寿司 新潟女池店                     | ◆共通4種 + 関東風濃口醤油 |
| 中部地方   | 富山県   | 7店舗  | うち2店舗                 | なし          | はま寿司 富山二口店                     | ●共通4種 + 関西風甘口醤油 |
| 中部地方   | 石川県   | 7店舗  | うち2店舗                 | なし          | はま寿司 金沢中村店                     | ●共通4種 + 関西風甘口醤油 |
| 中部地方   | 福井県   | 6店舗  | うち1店舗                 | なし          | はま寿司 福井羽水店                     | ●共通4種 + 関西風甘口醤油 |
| 中部地方   | 山梨県   | 5店舗  | うち1店舗                 | なし          | はま寿司 昭和町飯喰店                   | ◆共通4種 + 関東風濃口醤油 |
| 中部地方   | 長野県   | 7店舗  | うち3店舗                 | なし          | はま寿司 上田常入店                     | ◆共通4種 + 関東風濃口醤油 |
| 中部地方   | 岐阜県   | 13店舗 | うち9店舗                 | なし          | はま寿司 248号関店                      | ●共通4種 + 関西風甘口醤油 |
| 中部地方   | 静岡県   | 24店舗 | うち7店舗                 | なし          | はま寿司 焼津店                         | ◆共通4種 + 関東風濃口醤油 |
| 中部地方   | 愛知県   | 36店舗 | うち13店舗                | なし          | はま寿司 高浜稗田店                     | ●共通4種 + 関西風甘口醤油 |
| 近畿地方   | 三重県   | 12店舗 | うち5店舗                 | なし          | はま寿司 四日市羽津店                   | ●共通4種 + 関西風甘口醤油 |
| 近畿地方   | 滋賀県   | 8店舗  | うち4店舗                 | なし          | はま寿司 甲賀水口店                     | ●共通4種 + 関西風甘口醤油 |
| 近畿地方   | 京都府   | 7店舗  | なし                      | なし          | はま寿司 山科椥辻店                     | ●共通4種 + 関西風甘口醤油 |
| 近畿地方   | 大阪府   | 18店舗 | うち2店舗                 | なし          | はま寿司 堺浜寺店                       | ●共通4種 + 関西風甘口醤油 |
| 近畿地方   | 兵庫県   | 12店舗 | うち1店舗                 | なし          | はま寿司 イオン明石店                   | ●共通4種 + 関西風甘口醤油 |
| 近畿地方   | 奈良県   | 6店舗  | うち2店舗                 | なし          | はま寿司 大和郡山下三橋店               | ●共通4種 + 関西風甘口醤油 |
| 近畿地方   | 和歌山県 | 8店舗  | うち2店舗                 | なし          | はま寿司 和歌山島崎店                   | ●共通4種 + 関西風甘口醤油 |
| 中国地方   | 鳥取県   | 2店舗  | うち2店舗                 | なし          | はま寿司 鳥取千代水店                   | ●共通4種 + 関西風甘口醤油 |
| 中国地方   | 島根県   | 3店舗  | うち1店舗                 | なし          | はま寿司 松江本郷店                     | ●共通4種 + 関西風甘口醤油 |
| 中国地方   | 岡山県   | 5店舗  | うち3店舗                 | なし          | はま寿司 岡山久米店                     | ●共通4種 + 関西風甘口醤油 |
| 中国地方   | 広島県   | 11店舗 | うち3店舗                 | なし          | はま寿司 福山三吉町店                   | ●共通4種 + 関西風甘口醤油 |
| 中国地方   | 山口県   | 8店舗  | うち5店舗                 | なし          | はま寿司 宇部恩田町店                   | ●共通4種 + 関西風甘口醤油 |
| 四国地方   | 徳島県   | 5店舗  | うち1店舗                 | なし          | はま寿司 徳島松茂店                     | ●共通4種 + 関西風甘口醤油 |
| 四国地方   | 香川県   | 7店舗  | うち2店舗                 | なし          | はま寿司 高松今里店                     | ●共通4種 + 関西風甘口醤油 |
| 四国地方   | 愛媛県   | 7店舗  | うち2店舗                 | なし          | はま寿司 松山保免店                     | ●共通4種 + 関西風甘口醤油 |
| 四国地方   | 高知県   | 2店舗  | なし                      | なし          | はま寿司 南国店                         | ●共通4種 + 関西風甘口醤油 |
| 九州地方   | 福岡県   | 17店舗 | うち3店舗                 | なし          | はま寿司 福岡志免店                     | ●共通4種 + 関西風甘口醤油 |
| 九州地方   | 佐賀県   | 2店舗  | うち1店舗                 | なし          | はま寿司 佐賀本庄店                     | ●共通4種 + 関西風甘口醤油 |
| 九州地方   | 長崎県   | 5店舗  | うち2店舗                 | なし          | はま寿司 長崎小ヶ倉店                   | ●共通4種 + 関西風甘口醤油 |
| 九州地方   | 熊本県   | 7店舗  | うち2店舗                 | なし          | はま寿司 宇土シティモール店 (旧:宇土店) | ●共通4種 + 関西風甘口醤油 |
| 九州地方   | 大分県   | 2店舗  | うち1店舗                 | なし          | はま寿司 大分高城店                     | ●共通4種 + 関西風甘口醤油 |
| 九州地方   | 宮崎県   | 5店舗  | うち2店舗                 | なし          | はま寿司 宮崎新別府店                   | ●共通4種 + 関西風甘口醤油 |
| 九州地方   | 鹿児島県 | 5店舗  | うち3店舗                 | なし          | はま寿司 鹿児島城南店                   | ●共通4種 + 関西風甘口醤油 |
| 九州地方   | 沖縄県   | 10店舗 | うち2店舗                 | なし          | はま寿司 南風原津嘉山店                 | ●共通4種 + 関西風甘口醤油 |

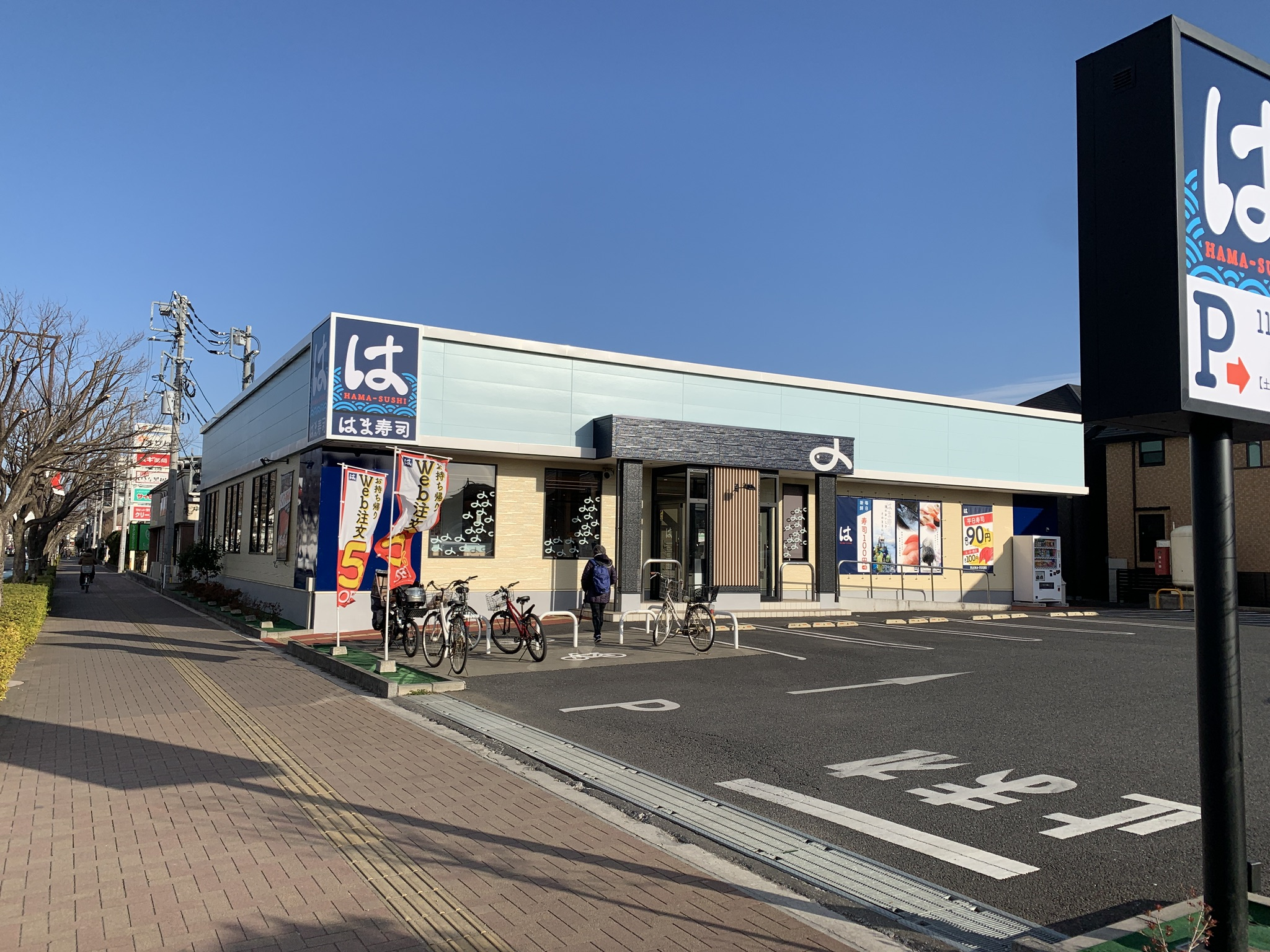
東村山久米川店
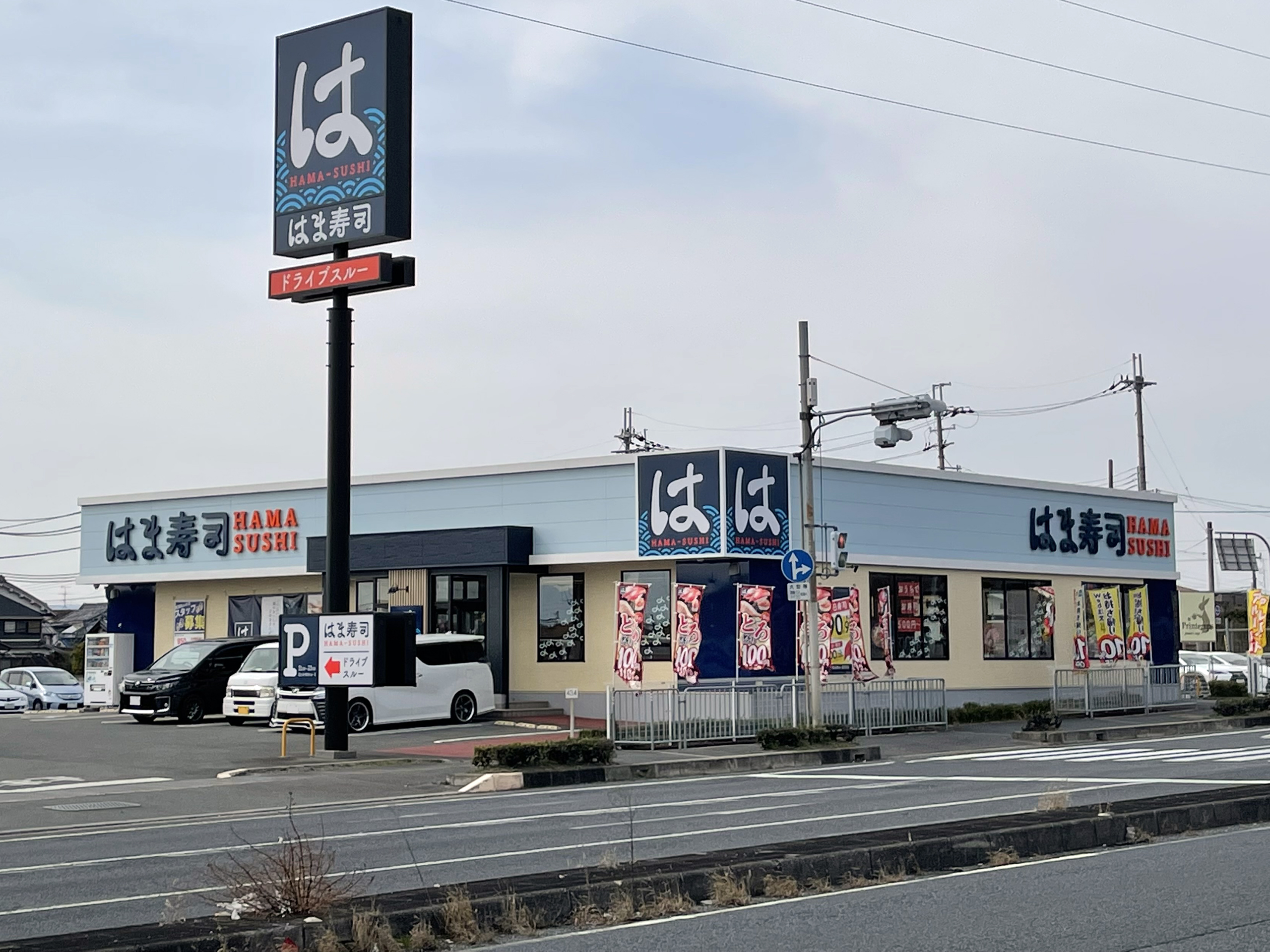
大和郡山下三橋店
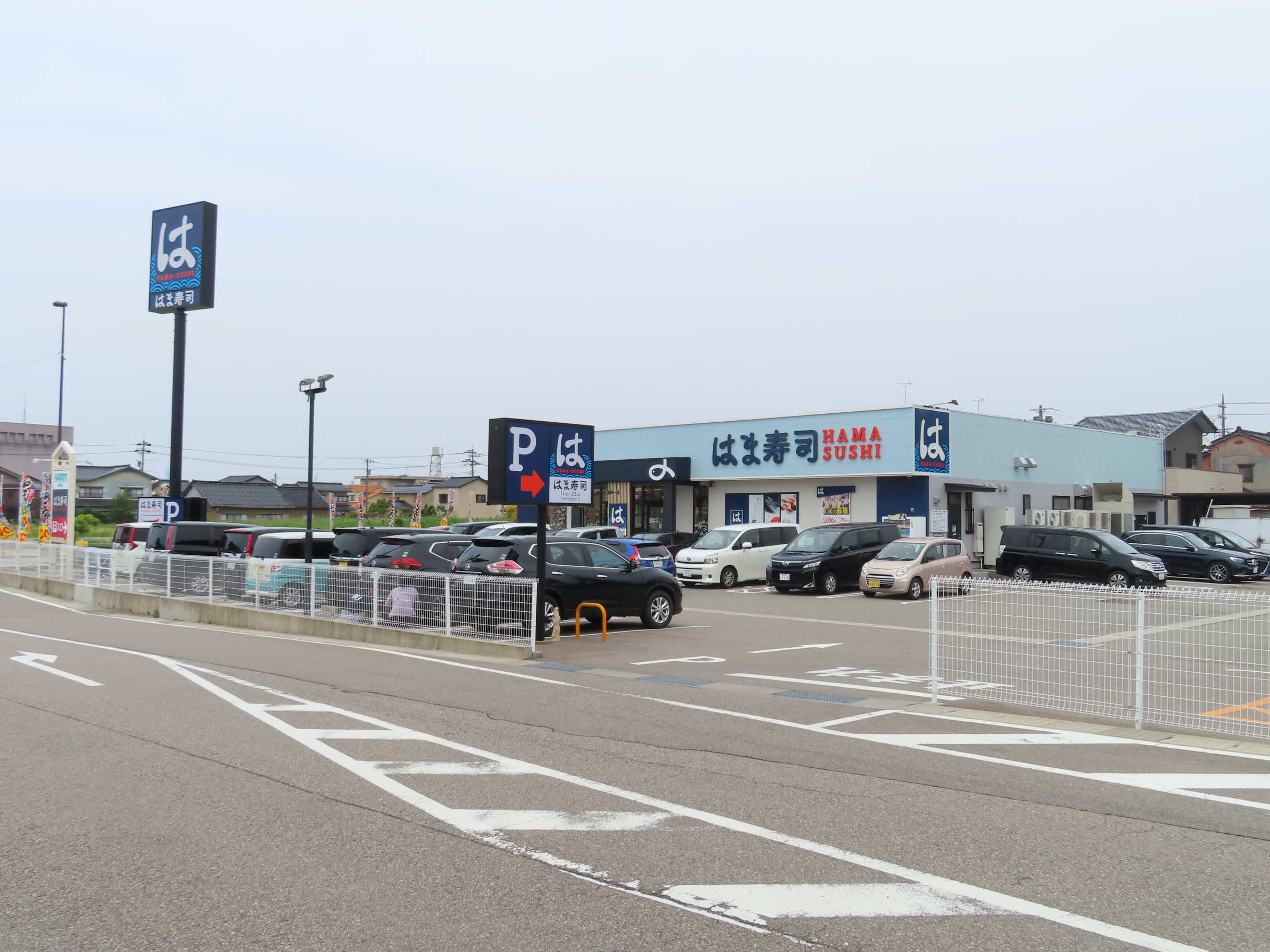
七尾店
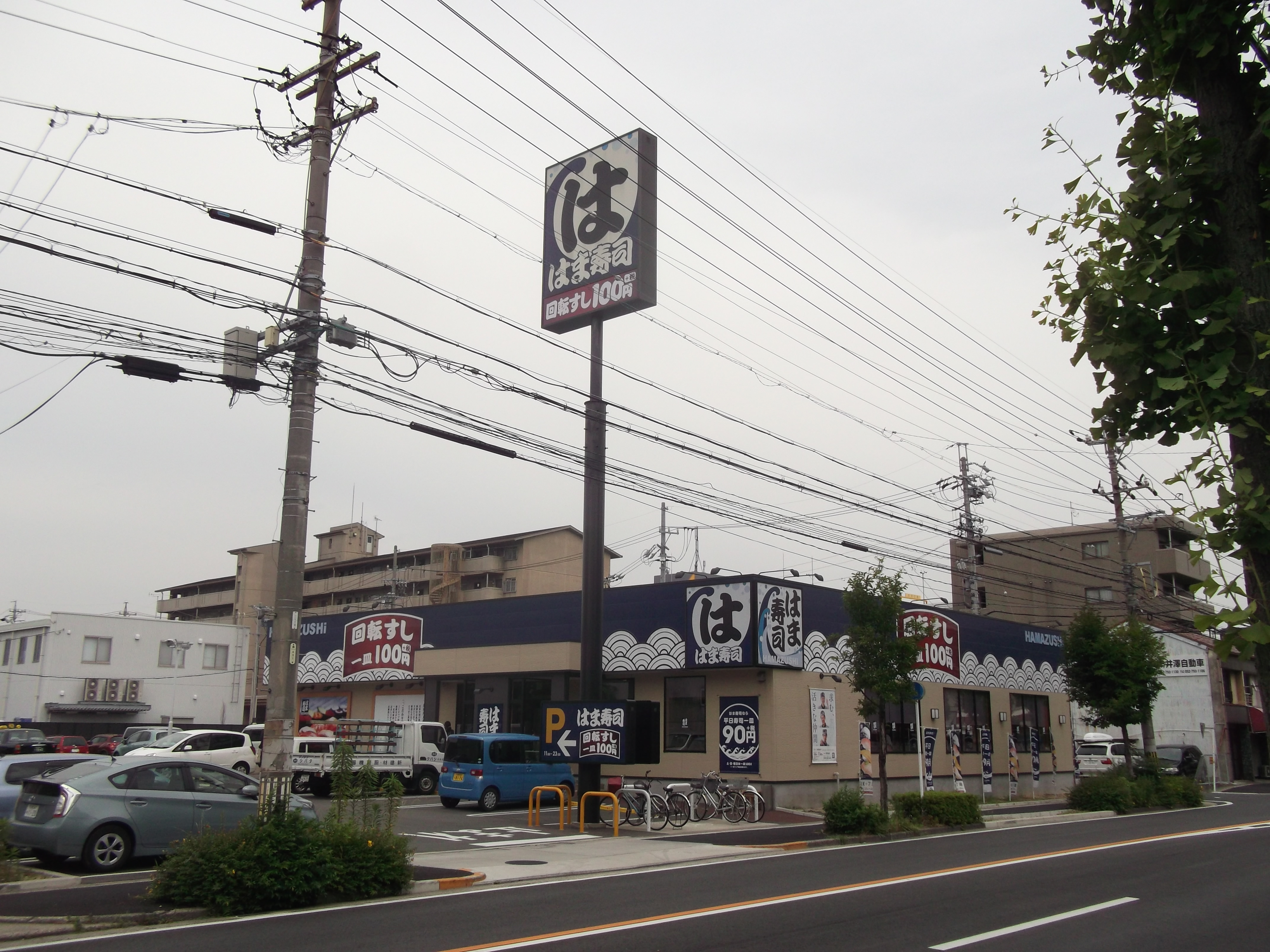
新守山店（2021年以前の店舗例）

### 国外
日本国外では、中国本土に60店舗（2024年6月時点）、台湾に8店舗（2025年2月時点）展開している。
| 国   | 地方         | 店舗名         |
| ---- | ------------ | -------------- |
| 台湾 | 台北市       | 中山民権店     |
| 台湾 | 台北市       | 南京復興店     |
| 台湾 | 台北市       | 信義安和站前店 |
| 台湾 | 基隆市       | 基隆店         |
| 台湾 | 新竹市       | 新竹晶品城店   |
| 台湾 | 桃園市       | 桃園店         |
| 台湾 | 苗栗縣頭份市 | 尚順店         |
| 台湾 | 臺中市       | 麗寶OUTLET店   |

## 特徴

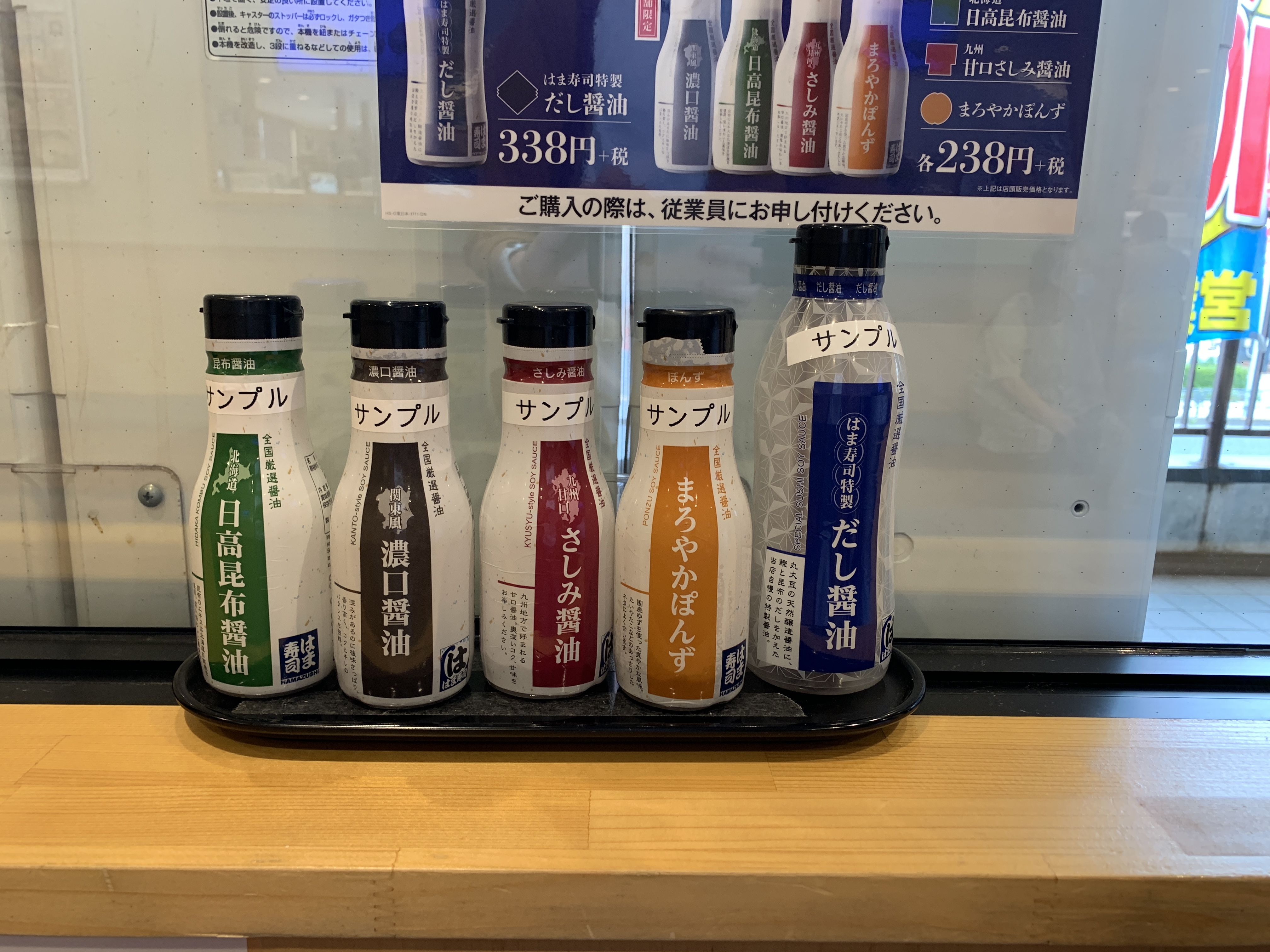
卓上の数種類の醤油
(画像は販売されているもののサンプル品)

メニューは90種類あり、寿司だけでなく味噌汁・ラーメン・うどん・ケーキなども提供している。
また、店内席には5種類の醤油を備え付けており、特製だし醤油、関東風濃口醤油（東日本のみ）、関西風甘口醤油（西日本のみ）、北海道日高昆布醤油、九州甘口さしみ醤油、まろやかぽんずの中から選べるほか、タッチパネルにて無料で減塩醤油の提供も可能。なお一部店舗を除き、醤油皿は置いていない。
スマホアプリ または サイト「はまナビ」の会員になると、クーポン取得や座席の優先予約が可能。
従前の店舗は回転レーンによる「回転すし店」として展開されていたが、近年の新規店舗では「回転すし店」ではなく、ベルトコンベアで注文された商品のみを提供する「ストレートレーン店舗」（通常の寿司店）の形態をとっており、既存店舗でも「リフレッシュ工事」（設備更新）を施すことでストレートレーンを導入する店舗が拡大している。
一部の店舗を除き、半セルフレジが導入されている。完全なセルフではなく、支払い方法の選択・クーポンの適用など基本的な操作は従業員が行い、現金の投入やコード決済などは客自身が行うというもの。
他には、出前サービスとして出前館・Uber Eatsを導入している店舗もある。丼ぶりや定番セット・サイドデザートやソフトドリンクを販売している。
2015年時点では、一部店舗を除き 平日1皿90円(税抜)のキャンペーンを実施していたが、このキャンペーン企画は2022年6月に終了。
一部の店舗では朝食メニューがある。

## 主なメニュー

### 握りずし
- まぐろ
- 特製漬けまぐろ
- まぐろレアステーキつつみ
- とろびんちょう
- とろびんちょう山わさび
- 特製漬けとろびんちょう
- とろたくつつみ
- とろたくユッケつつみ
- まぐろ二種盛り (まぐろ・とろびんちょう）
- まぐろ二種盛り（とろびんちょう・とろたく）
- まぐろ二種盛り（まぐろ・とろたく）
- サーモン
- サーモンゆず塩
- サーモン山わさび
- 大とろサーモン
- 大とろサーモン山わさび
- 焼とろサーモン
- 炙りとろサーモンマヨ
- サーモンつつみ
- しめさば
- 炙りしめさば
- 生えび
- 甘えび
- 炙りえびマヨ
- えび天握り
- えび天
- アカイカ
- アカイカゆず塩
- 大葉漬けアカイカ
- 旨だしたまご
- 旨だしたまごマヨ
- わさびなす
- 煮あなご
- 煮あなごゆず塩
- れんこん天握り
- れんこん天
- 活〆はまち
- 炙りはまちゆず塩
- いか天握り
- いか天握りガーリックマヨ
- いか天

### 肉握り
- 生ハム
- 生ハムマヨオニオン
- 合鴨
- 合鴨マヨオニオン
- 合鴨ガーリックソース
- 合鴨山わさび
- 炙り合鴨
- 豚塩カルビ
- 豚塩カルビマヨ
- 直火焼き牛カルビ
- 直火焼き牛カルビマヨ
- ローストビーフ
- ローストビーフガーリックソース
- ローストビーフガーリックソース山わさび
- ハンバーグ
- ハンバーグマヨ
- 炙りハンバーグチーズマヨ

### 軍艦・細巻き・その他
- まぐろたたき軍艦
- ピリ辛まぐろたたきユッケ
- まぐろたたき納豆
- たっぷりかにみそ（紅ずわい使用）
- 大葉かにみそ（紅ずわい使用）
- かにマヨ軍艦
- たらマヨ
- 大葉たらこ
- コーン
- ツナ＆コーン
- ツナサラダ
- ツナキムチ
- シーフードサラダ
- いかオクラ
- いかオクラ納豆
- 納豆
- 納豆キムチ
- 山かけいかオクラ
- 山かけたらこ
- 山かけ納豆
- 山かけまぐろ
- わさびえんがわ
- かっぱ巻
- たくあん巻(ごま入り)
- 納豆巻
- 鉄火巻
- まぐろたたき巻
- 生ハムロール
- カリフォルニアロール
- さばの押し寿司
- いなり(ごま入り)
- 特製キンパ風ツナキムチ太巻

### 至福の一貫
- 本鮪中とろ食べ比べ（中とろ・炙りゆず塩）
- 本鮪中とろ食べ比べ食べ比べ（中とろ・レアステーキ)

### サイドメニュー
- 焼津産かつおだしの特製茶碗蒸し
- あおさみそ汁
- あさりみそ汁
- 特製とん汁
- かけうどん
- きつねうどん
- えびの天ぷらそば
- えびの天ぷらうどん
- あさりとあおさのうどん
- 鴨そば
- 鴨うどん
- えび天きつねうどん
- えび天鴨そば
- えび天鴨うどん
- 特製しょう油ラーメン
- 焼豚増量特製しょう油ラーメン
- 厳選素材の貝節塩ラーメン
- 焼豚増量厳選素材の貝節塩ラーメン
- 鶏のから揚げ(4個)
- 鶏のから揚げ(2個)
- なんこつのから揚げ
- カリカリポテト
- カリカリポテト(バター醤油味）
- 旨だしたこ焼き(3個)
- 旨だしたこ焼き(6個)
- あさりの酒蒸し
- ツナとブロッコリーのタルタルサラダ
- 旨だし厚焼きたまご
- 旨だし厚焼きたまごおろし添え
- 枝豆
- キムチ
- 〆シャリ
- 追加トッピング 旨辛ネギ
- 追加トッピング 大根おろし
- 追加トッピング ディップチーズ

### デザート・ドリンク
- ミルクレープ
- フランス直輸入濃厚ガトーショコラ
- たまごプリン
- 黒蜜きなこ豆乳プリン
- 大学いも
- 大学いもバニラアイス添え
- コーヒーゼリー(バニラアイスのせ)
- コーヒーゼリー
- 三色だんご（こしあん入り）
- フレッシュパイン
- 波照間黒糖のわらびもち
- 波照間黒糖のわらびもちバニラアイス添え
- はまアイス（バニラ）
- はまアイス（チョコレート）
- 豆乳いちごアイス
- 追加トッピング ホイップ
- コーラフロート
- メロンソーダフロート
- コーヒーフロート
- ペプシコーラ
- ホワイトウォーター
- ホワイトソーダ
- メロンソーダ
- ホワイトメロンソーダ
- ゆずレモン
- ゆずレモンスパークリング
- なっちゃんオレンジ
- アップル100％ジュース
- ぶどう100％ジュース
- コーヒー（HOT／ICE）
- カフェラテ（HOT／ICE）
- 抹茶ラテ（HOT／ICE）

### アルコール
- 生ビール中ジョッキ
- 生ビール小ジョッキ
- ブラックニッカハイボール
- 日本酒 金勝山
- 麦焼酎 白水
- 芋焼酎 薩摩宝山
- レモンサワー
- グレープフルーツサワー
- サントリーオールフリー

## ギャラリー
店内およびメニューの例
- はま寿司のベルト・タッチパネル・醤油・ガリ。（2013年、東広島市西条の店舗）
- 鉄火巻
- タコ
- ネギトロ
- サンマ
- イワシ
- アジ
- アオサ味噌汁

## はまっこメニュー
はまっこメニューは、はま寿司限定のお子様セットである。2020年に『トミカ絆合体 アースグランナー』が、2021年に『マジカパーティ』が登場している。

## 円安による値上げ
2022年5月、円安及び、原材料費の高騰により一部の高価格帯の商品の値上げに踏み切った。また低価格帯においても100円で提供されていた主力商品の鉄火巻などは一挙に150円に値上げされている。

## 不祥事・騒動

### バイトテロ
- 2014年9月29日、福井県の「8号鯖江店」で、アルバイト従業員が調理場で備品のハサミに天ぷら粉を付けて揚げ、シャリの上に乗せた写真を撮ってTwitterに投稿していたことが発覚した（いわゆる「バイトテロ」「バカッター」）[20][21]。はま寿司本社はアルバイトに処分を下したことを明らかにした[22]。

### 食中毒
- 2014年11月24日に埼玉県の「越谷七左店」を利用した男女7人が下痢や嘔吐などの症状を訴え、うち5人からノロウイルスが検出された。従業員3人からもノロウイルスを検出、うち2人が調理に携わっていた。春日部保健所は同店を12月6日から3日間の営業停止処分とした[23]。
- 2015年1月1日〜2日にかけて、三重県の「松阪三雲店」を利用した男女計28人が下痢や嘔吐などの症状を訴え、うち7人と従業員2人からノロウイルスが検出された。松阪保健所の立ち入り検査を受け同店は営業禁止を命じられた[24][25]。
- 2015年2月6日に岐阜県の「248号関店」で食事をした男女10人が下痢や嘔吐などの食中毒症状を訴え、関保健所は食中毒と断定し、店を11日から5日間の営業停止処分にした[26]。
- 2015年2月27日 - 28日にかけて、埼玉県の「草加花栗店」を利用した男女8人が嘔吐や下痢などの症状を訴え、うち6人と調理従業員7人からノロウイルスが検出された。県は食品衛生法に基づき、同店を3月6日から3日間の営業停止処分にした[27]。
- 2025年1月26日に鹿児島県の「南さつま店」を利用した9グループ15名が下痢や嘔吐などの症状を訴え、客数名と従業員2名からノロウイルスが検出された。県保健所は同店を2月1日から2月2日まで営業停止処分とした。

### 売上データ不正持ち出し事件
- 2021年2月、元はま寿司取締役で同年時点で同業会社のカッパ・クリエイト社長を務めている田邊公己が同社顧問に着任した2020年11月からの2か月間、はま寿司の売上データをゼンショーホールディングス（ゼンショー）の元同僚から受け取っていたことが判明したとして、ゼンショーは田邊などを警視庁に刑事告訴した[28][29][30]。その後、2022年9月30日に警視庁生活経済課は不正競争防止法違反容疑で田邊など3人を逮捕した[31][32]。2023年5月31日、東京地方裁判所（東京地裁）は田邊に懲役3年、執行猶予4年、罰金200万円の判決を言い渡した[33]。2024年2月26日に東京地裁は法人としてのカッパクリエイトにも罰金3000万円の判決を言い渡した[34]。
- 2023年12月27日、はま寿司は田邊とカッパ・クリエイト、同社と同じコロワイドグループであるコロワイドMDの3者に対して、5億円の損害賠償などを求めて東京地裁に提訴したことを発表した[35]。

### 寿司テロ
- 2023年1月7日、他人の注文品を勝手に食べる、同14日、他者注文の寿司にわさびをのせる、という来店客による迷惑行為（寿司テロ）の動画がSNSに投稿された[36]。

- 2023年2月10日、来店客が卓上に置かれたガリの器に直接箸を入れて食べる迷惑行為の動画がSNSに投稿された[36]。当該人物が富山第一高校サッカー部のジャージを着用していた事から、不特定多数により高校側に大量の抗議電話が寄せられて当校サッカー部が休部に追い込まれる事態となった[37]。その後同年4月12日NEWSポストセブンが当該人物の親族によるコメントを報じると、この親族にも批判が殺到した[38]。

### 期限切れネタ提供の内部告発
- 2023年3月29日配信の『文春オンライン』および『週刊文春』4月6日号電子版において、福島県の「郡山堤店」で、使用期限切れネタの提供などが常態化している、という内部告発記事が掲載された[39][40]。翌30日にはま寿司本社は、同年2月3日に同様の内部通報を受け、ゼンショーと郡山保健所がそれぞれ調査を実施したが、事実は確認できなかったと発表した[40]。一方、同年4月5日配信の『週刊文春』4月13日号電子版では、他店でも同様のことが常態化している、という記事が掲載された[41]。
- 2023年4月7日、はま寿司は一転して前述の期限切れネタ提供を認める発表を行った[42][43]。発表の中ではま寿司は、「使用期限」は「消費期限」を超えない範囲で定めており、実際より過酷な条件を基に余裕をもって設定していること[43]、一部の従業員が食品ロス低減のために使用期限シールの貼り替えを行ったこと[43]、社員である店長は指示をしておらず期限切れ自体を知らなかったことを主張している[42]。